# Jens Naessens
Pour les articles homonymes, voir Naessens.
Jens Naessens, né le 1er avril 1991 à Deinze en Belgique, est un joueur de football belge qui joue au poste d'attaquant au Knokke FC.

## Carrière
À six ans, Jens Naessens s'affilie au KMSK Deinze. En 2001, il rejoint le « Futurosport » de l'Excelsior Mouscron, qu'il quitte trois ans plus tard pour le centre de formation du FC Bruges. Après deux saisons dans l'équipe brugeoise, il part au SV Zulte Waregem en 2006, où il termine sa formation.
En 2010, il est intégré au noyau professionnel du club. Il joue son premier match le 12 mars 2011 face à Saint-Trond. Un mois plus tard, il est titularisé pour la première fois contre Westerlo. La semaine suivante, il inscrit son premier but en championnat face à Courtrai. Durant les « play-offs 2 », il obtient plus de temps de jeu et s'affirme comme un titulaire potentiel dans l'attaque flandrienne.
Jens Naessens entame la saison 2011-2012 dans l'équipe de base. Il dispute la quasi-totalité des rencontres du championnat et marque à six reprises. Le 14 novembre 2011, il est sélectionné pour la première fois en équipe nationale espoirs pour un match de qualification du championnat d'Europe espoirs 2013 contre l'Angleterre. À peine monté au jeu, il inscrit le but égalisateur pour les « Diablotins », qui s'imposeront finalement 2-1. Il dispute encore les trois derniers matches de la phase qualificative mais la Belgique est éliminée. En avril 2011, il prolonge son contrat à Zulte Waregem jusqu'en juin 2015
La saison suivante, malgré l'arrivée de nouveaux attaquants étrangers comme Frédéric Gounongbe ou Ivan Lendrić, il conserve la confiance de l'entraîneur Francky Dury et sa place de titulaire. Le club lutte pour le titre jusqu'à la dernière journée de championnat mais termine finalement vice-champion derrière Anderlecht. Qualifié pour le troisième tour préliminaire de la Ligue des champions, il est éliminé par le PSV Eindhoven et reversé en Ligue Europa. Dans cette compétition, Jens Naessens dispute six rencontres et inscrit un but, celui de la qualification pour la phase de poules lors du match retour à l'APOEL Nicosie, à quelques minutes de la fin de la rencontre.

## Statistiques
| Saison                | Club                  | Championnat           | Championnat | Championnat | Coupe(s) nationale(s) | Coupe(s) nationale(s) | Compétition(s) continentale(s) | Compétition(s) continentale(s) | Compétition(s) continentale(s) | Sélection        | Sélection | Sélection | Total | Total |
| Saison                | Club                  | Division              | M.          | B.          | M.                    | B.                    | Comp.                          | M.                             | B.                             | Équipe           | M.        | B.        | M.    | B.    |
| 2010-2011             | SV Zulte Waregem      | Jupiler Pro League    | 6           | 1           | 0                     | 0                     | -                              | 0                              | 0                              | -                | -         | -         | 6     | 1     |
| 2011-2012             | SV Zulte Waregem      | Jupiler Pro League    | 28          | 6           | 1                     | 0                     | -                              | 0                              | 0                              | Belgique espoirs | 4         | 1         | 33    | 7     |
| 2012-2013             | SV Zulte Waregem      | Jupiler Pro League    | 34          | 6           | 3                     | 0                     | -                              | 0                              | 0                              | -                | -         | -         | 37    | 6     |
| 2013-2014             | SV Zulte Waregem      | Jupiler Pro League    | 27          | 6           | 2                     | 0                     | LC+LE                          | 2+6                            | 0+1                            | -                | -         | -         | 37    | 7     |
| 2016-2017             | SV Zulte Waregem      | Jupiler Pro League    | 11          | 1           | 3                     | 0                     | -                              | 0                              | 0                              | -                | -         | -         | 14    | 1     |
| Total sur la carrière | Total sur la carrière | Total sur la carrière | 106         | 20          | 9                     | 0                     | -                              | 8                              | 1                              | -                | 4         | 1         | 127   | 22    |

### Palmarès
- Zulte Waregem
  - Coupe de Belgique
    - Vainqueur : 2017